# زبان سوربی بالایی
زبان سوربی بالایی یک شاخه از زبان‌های سوربی که خود شاخه‌ای از زبان‌های اسلاوی است.